# Gian Piero Restellini

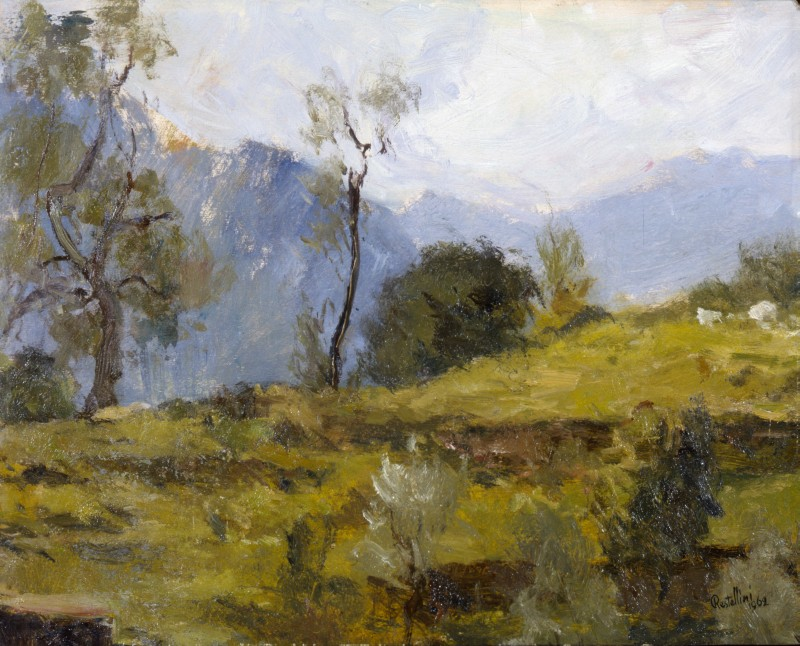
Impressioni all'Isola Comacina, 1962
(Fondazione Cariplo)

Gian Piero Restellini (Monza, 1895 – Como, 1978) è stato un pittore italiano.